# Митинг и концерт в Лужниках 18 марта 2022 года
«Zа мир без нацизма» — политический митинг и концерт в Лужниках, которые прошли в Москве 18 марта 2022 года к 8-летию аннексии Крыма Российской Федерацией. Президент Владимир Путин выступил на мероприятии, оправдывая вторжение России на Украину и восхваляя российские войска перед толпой, по данным Московской городской полиции, в 200 000 человек.

## Мероприятие
На арене и сцене были лозунги «За мир без нацизма», «За президента» и «За Россию», но с латинским символом Z вместо обычной кириллической З. На некоторых вывесках также были изображены буквы Z в стиле георгиевской ленты с хэштегом #СвоихНеБросаем.
Содержание митинга подчёркивало патриотизм, героизм и поддержку военных. Бывшая участница Евровидения Полина Гагарина исполнила кавер на песню «Кукушка» из фильма 2015 года «Битва за Севастополь». Группа «Любэ» исполнила патриотические песни о военном времени, Олег Газманов исполнил песню «Рождённый в СССР», российский актёр Владимир Машков зачитал стихотворение Фёдора Тютчева, написанное в мае 1867 года, «Напрасный труд — нет, их не вразумишь…». Среди других выступавших на мероприятии была главный редактор RT Маргарита Симоньян, которая сказала: «Это за наших пацанов, которые прямо сейчас воюют с нечистью»; мэр Москвы Сергей Собянин, поблагодаривший «ребят, которые с оружием в руках защищают граждан России на Донбассе … Полмира объединилось против нас, но Россия сильная страна» и официальный представитель МИД Мария Захарова, назвавшая Россию «страной и народом, охраняющим мир и борющимся со злом». Многие из ораторов носили Z-образные георгиевские ленты, которые также появились на знаках в толпе.
В митинге приняли участие многочисленные российские спортсмены-олимпийцы, в том числе несколько недавно вернувшихся с Олимпийских игр в Пекине. Пока они были на сцене, звучал национальный гимн России, что является отсылкой к тому, что гимн был запрещен на трёх предыдущих Олимпийских играх из-за допинга, спонсируемого государством. Среди присутствовавших спортсменов были лыжник Александр Большунов (не носил Z-образную георгиевскую ленту); фигуристы Никита Кацалапов, Владимир Морозов, Виктория Синицына, Евгения Тарасова; художественные гимнастки Дина Аверина и Арина Аверина; и пловец Евгений Рылов. Российский гимнаст Иван Куляк, который проходил дисциплинарное производство Международной федерации гимнастики за выход на награждение с наклейкой с буквой «Z» на этапе Кубка мира мира в Дохе, носил олимпийскую медаль на митинге, хотя он не участвовал ни в каких Олимпийских играх.
Митинг стал первым публичным выступлением президента России Владимира Путина с начала вторжения на Украину. В своём выступлении, которое он начал с цитаты из Конституции России, Путин поздравил «народ Крыма и Севастополя» и пожелал им «счастливой годовщины» аннексии Крыма. Путин также заявил о «геноциде» Украины против "народа Донбасса".

## Реакция
Западные СМИ «Би-би-си» и The Moscow Times сообщили, что государственных служащих доставили на место проведения, а другим участникам заплатили или заставили присутствовать. Агентство «Франс-Пресс» охарактеризовало содержание митинга как «ярко антизападное и наполненное советской ностальгией», подчёркивало патриотизм.
Президент Украины Владимир Зеленский в видеообращении, опубликованном 19 марта, упомянул митинг:

Сегодня в Москве прозвучало много слов в связи с годовщиной захвата Крыма. Состоялся большой митинг. И я хочу обратить внимание на одну деталь. Сообщается, что в общей сложности к митинговой активности в столице России были привлечены около 200 тысяч человек. 100 тысяч на улицах, примерно 95 тысяч – на стадионе. Примерно такое же количество российских военных задействовали во вторжении в Украину. Просто представьте, что на том стадионе в Москве – 14 тысяч трупов и ещё десятки тысяч раненых и искалеченных людей. Уже столько российских потерь от этого вторжения. Вот такая цена войны. Чуть больше чем за три недели. Войну нужно заканчивать.
В замечаниях Путина были ссылки на библейские отрывки и российскую военную историю, что было воспринято как отражение более широкой модели использования лидером религии и истории для формирования русской националистической идентичности. Консервативный американский политический обозреватель Шон Хэннити, сторонник бывшего президента США Дональда Трампа, сказал, что митинг, похоже, был использован Путиным для «наведения своего внутреннего Дональда Трампа», в то время как либеральный HuffPost назвал митинг «ужасающим» и «зловещим» и сказал, что Путин находится «в режиме полного диктатора». Путин также подвергся критике за то, что носил куртку Loro Piana номиналом 13 тысяч долларов США.
Спортсмены подверглись критике в СМИ за пределами России за участие в митинге. The Times описала спортсменов как «выставленных напоказ… на стадионе в Лужниках в качестве разминки президента России» на «провоенном пропагандистском митинге». Появление Рылова привело к расследованию FINA на основании «подрыва репутации водных видов спорта» и потери его спонсорского контракта со Speedo, в котором говорилось, что они пожертвуют оставшуюся часть его финансирования Верховному комиссару ООН по делам беженцев. На фотографиях, размещённых некоторыми спортсменами в социальных сетях, символы «Z», которые они носили, были размыты, что было истолковано как признание того, что война не пользуется популярностью среди молодых россиян. Украинский олимпийский призёр Олег Верняев раскритиковал Куляка за посещение и ношение олимпийской медали, которую он не заработал сам. Украинский рекордсмен мира по плаванию Андрей Говоров назвал «душераздирающим» то, как его друг Рылов присутствовал на митинге и носил символ «Z». Украинские танцоры на льду Александра Назарова и Максим Никитин раскритиковали фигуристов за их участие, заявив: «не так давно мы поддерживали их в этот сложный олимпийский сезон, теперь они поддерживают войну против нас и нашей страны».